# Сор (Россия)
Сор — упразднённое село в Уватском районе Тюменской области России. Входило в состав Сорового сельского поселения. В 2013 году включено в состав поселка Демьянка и исключено из учётных данных.

## География
Деревня находится в северной части Тюменской области, в пределах юго-восточной части Западно-Сибирской равнины, на правом берегу реки Демьянка, на расстоянии примерно 2,5 км к юго-западу от посёлка Демьянка.
Климат
Климат характеризуется как континентальный, с длительной (около 5 месяцев) морозной зимой и тёплым достаточно продолжительным (3 — 3,5 месяца) летом. Средняя многолетняя температура самого холодного месяца (января) составляет −21 — −19 °C, температура самого тёплого (июля) — около 17 °C. Безморозный период длится в течение 110—120 дней. Средняя продолжительность периода с температурой выше 10 °C составляет 92—110 дней, а период с температурой выше плюс 15 °C — 60—70 дней.

## История
В 2013 году объединены населённые пункты, расположенные в границах Соровского сельского поселения Уватского муниципального района Тюменской области, в форме присоединения села Сор к поселку Демьянка.

## Население
| 1989 | 2002 | 2010 |
| ---- | ---- | ---- |
| 0    | ↗9   | ↗10  |

Национальный состав
Согласно результатам переписи 2002 года, в национальной структуре населения русские составляли 56 %